# Hudspeth megye
Hudspeth megye az Amerikai Egyesült Államokban, azon belül Texas államban található. Megyeszékhelye Sierra Blanca, legnagyobb városa Fort Hancock. Lakosainak száma 3202 fő (2020. április 1.). Hudspeth megye Culberson, Jeff Davis, Presidio, El Paso, Guadalupe község, Práxedis G. Guerrero község és Otero megyékkel határos.

## Népesség
A megye népességének változása:
| Lakosok száma | 3473 | 3419 | 3339 | 3318 | 3379 | 3202 |
|               | 2010 | 2011 | 2012 | 2013 | 2015 | 2020 |